# Riukiuaanse mon

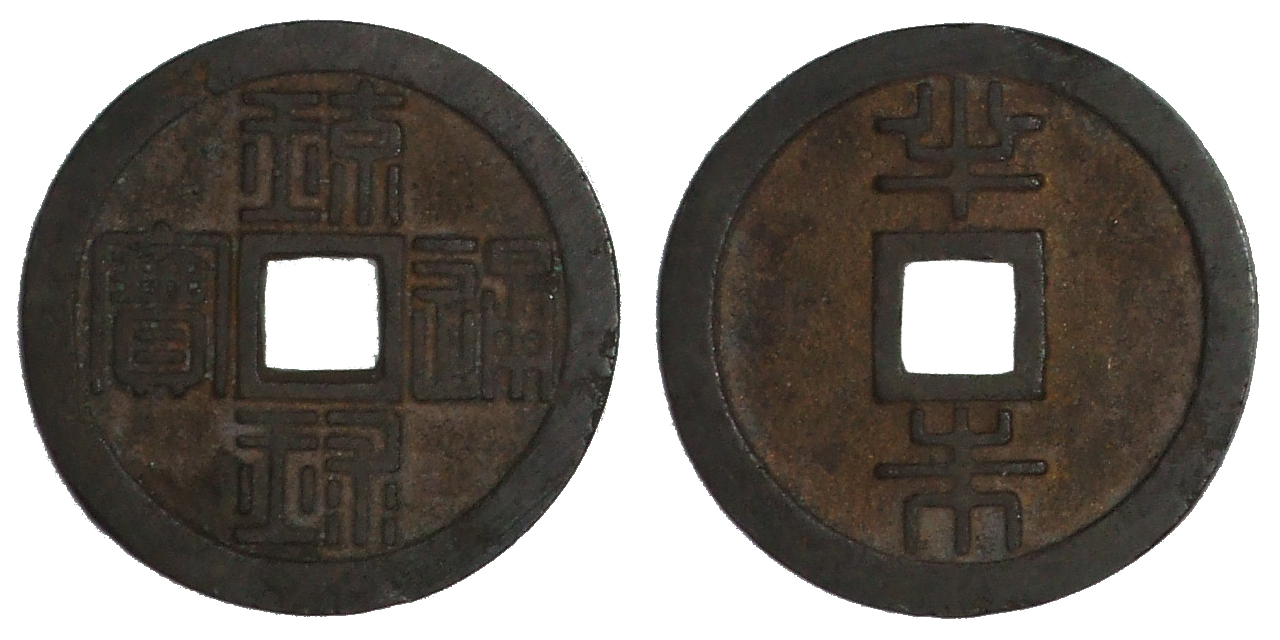
Een munt geslagen door het Satsuma-domein met een (nominale) waarde van een halve Shu oftewel 248 mon.

De Riukiuaanse mon (Okinawaans: 琉球文) was de munteenheid van het koninkrijk Riukiu tussen 1454 en 1879. Deze werd geïntroduceerd ter vervanging van de Chinese kèpèng die op de eilanden circuleerde. Nadat het koninkrijk werd geannexeerd door Japan werd de Riukiuaanse mon vervangen door de Japanse yen. De term “mon” (文) werd ook gebruikt als de naam van andere valuta's in de regio zoals de Chinese wén, Japanse mon, Koreaanse mun en Vietnamese văn. De Riukiuanen produceerden hun eigen munten tot de 15e eeuw, waarna het koninkrijk afhankelijk werd van de instroom van Chinese kèpèngs, omdat Riukiu een tribuutrelatie met China had. Dat duurde tot de 19e eeuw, waarin het koninkrijk Riukiu gedurende korte tijd zijn eigen munten weer vervaardigde. Vanaf 1862 begon het Satsuma-domein met de productie van munten die zogenaamd geslagen werden voor Riukiu, in Kagoshima. In werkelijkheid werden deze munten gemaakt om de fiscale schulden van Satsuma af te lossen door hoge denominaties met lage intrinsieke waarde op de Japanse markt te laten circuleren: deze munten zouden nog tot zelfs na de introductie van de Japanse yen in Okinawa circuleren omdat de Riukiuaanse bevolking aanvankelijk de nieuwe munteenheid niet wilde accepteren.

## Geschiedenis

### Inheems geproduceerde munten

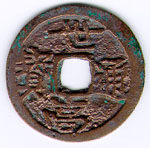
Een Sekō Tsūhō (世高通寳) munt.

Het is onbekend of het koninkrijk Chūzan voor de introductie van de Riukiuaanse mon ook zijn eigen munten produceerde. Er bestaat een hypothese dat deze eerdere Riukiuaanse staat Chūzan Tsūhō (中山通寳) munten vervaardigde tussen 1321 en 1395, maar hier is momenteel weinig bewijs voor. De inscriptie verscheen later in de 19e eeuw onder koning Shō Kō.
De eerste beschreven munt geproduceerd door het koninkrijk Riukiu was de Taise Tsūhō (大世通寳) in 1454 onder de heerschappij van koning Shō Taikyū. Deze werd gevolgd door de Sekō Tsūhō (世高通寳) in 1461 onder de heerschappij van koning Shō Toku. De hiervoor beschreven munten waren allebei gebaseerd op de Chinese Eiraku Tsūhō (永樂通寳) export-kèpèng, maar waren kleiner in formaat en werden geproduceerd om een tekort aan valuta binnen de eilanden te bestrijden. Munten uit deze periode zijn veelvoudig geproduceerd tot de introductie van de Kin'en Sehō (金圓世寳) in 1470 waarna het koninkrijk Riukiu weer afhankelijk werd van de Chinese kèpèngs.

### Lijst van lokale Riukiuaanse mon-munten
Munten geproduceerd door het koninkrijk Riukiu:
| Inscriptie   | Inscriptie         | Inscriptie | Koning     | Dynastie   |
| Romaji       | origineel Kyūjitai | Shinjitai  | Koning     | Dynastie   |
| ------------ | ------------------ | ---------- | ---------- | ---------- |
| Taise Tsūhō  | 大世通寳           | 大世通宝   | Shō Taikyū | Eerste Shō |
| Sekō Tsūhō   | 世高通寳           | 世高通宝   | Shō Toku   | Eerste Shō |
| Kin'en Sehō  | 金圓世寳           | 金円世宝   | Shō En     | Tweede Shō |
| Chūzan Tsūhō | 中山通寳           | 中山通宝   | Shō Kō     | Tweede Shō |

### Door het Satsuma-domein geproduceerde munten

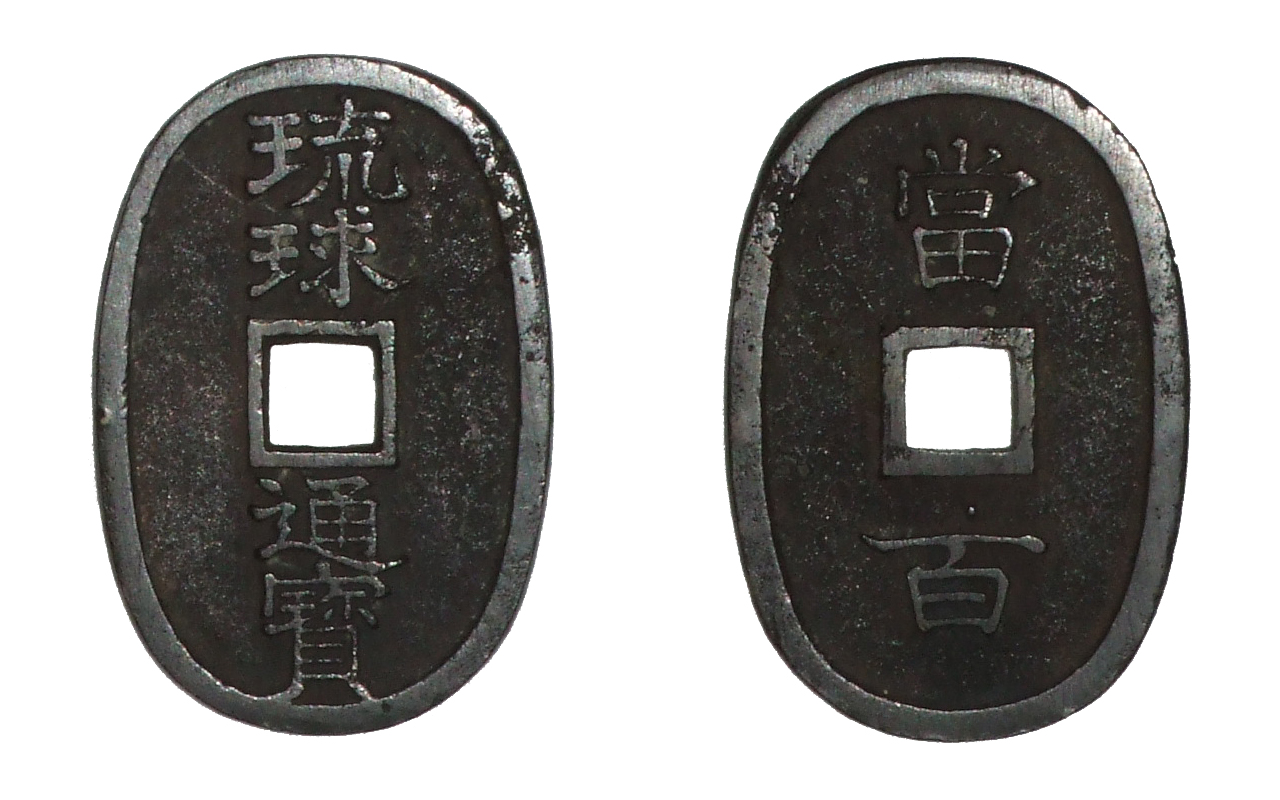
Een munt met de (nominale) waarde van 100 mon.

Vanaf 1862 begon het Satsuma-domein met het produceren van Ryūkyū Tsūhō (琉球通寳) munten, Ryūkyū Tsūhō. Dat betekent “De circulerende schat van de Riukiu-eilanden” in werkelijkheid circuleerden deze munten meer in het domein zelf en later ook in de andere Provincies van Japan. De munt van 100 mon was een imitatie van de contemporaine Tenpō Tsūhō (天保通寳) en had een intrinsieke waarde van slechts 6 tot 7 mon vanwege het lagere kopergehalte. Deze werd door het Satsuma-domein ingevoerd om met een waarde van 124 mon te circuleren. Naast de 100 mon bestond er ook een munt van een halve Shu met een inscriptie in Chinees zegelschrift; deze munten waren officieel 248 mon waard, maar hadden het gewicht van 10 tot 12 munten van 1 mon, de term “Shu” is een gewichtsaanduiding voor goud. Het Satsuma-domein probeerde een vaste koers tussen de koperen munten en de gouden kobans in te stellen.